# George Eliot
George Eliot (Nuneaton, Warwickshire, 22. studenog 1819. – London, 22. prosinca 1880.) je pseudonim pod kojim je engleska spisateljica Mary Ann Evans objavljivala svoja djela. Zbog različitih sretnih i nesretnih stjecaja u književnoj historiografiji George Eliot i danas je poznata pod tim (tobože muškim) imenom, za razliku od drugih spisateljica toga doba poput sestara Brontë, čiji je muški pseudonim s vremenom zaboravljen.
George Eliot često je kao inspiraciju za svoja djela koristila događaje iz osobnog života. Pisala je pod muškim imenom kako bi lakše izgradila karijeru pisca.
Na njezinu je karijeru velik utjecaj imao njezin složen i netipičan odnos s piscem i urednikom G. H. Lewisom. Godine 1880. Zbog problema s bubrezima umire 22. prosinca 1880. godine. 
Među utemeljiteljima je engleskog i europskog psihološkog romana. Općenito se smatra jednom od najvećih i najnačitanijih erudita viktorijanske Britanije. Zbog položaja ženâ u tadašnjem društvu George Eliot uspjela je biti zamijećena tek uzevši muški pseudonim, pod kojim je i dan-danas poznaje književna historiografija.
Njezin roman Middlemarch (1871. – 1872.), koji proučava provincijski život Engleske 1830-ih (prije ključnih obrazovnih, imovinskih i društvenih reformi), uvelike se smatra najvažnijim i najboljim romanom viktorijanske književnosti zbog svoje eruditske analize tadašnjeg društva.

## Djela
Izbor iz djela George Eliot. Na hrvatski jezik prevedena su tri romana.
- Prizori iz svećeničkoga života (Scenes Of Clerical Life, 1858.), pripovijesti
- The Lifted Veil, (1859.)
- Adam Bede, (1859.), roman
- Mlin na Flossi (The Mill on the Floss, 1860.; prevela Karla Kunc 1957.), roman
- Silas Marner, tkalac iz Raveloca, (Silas Marner, 1861.; preveo Zlatko Gorjan 1950.), roman
- Romola (1862. – 63.), roman
- Felix Holt, radikal (Felix Holt, the Radical, 1866.), roman
- Middlemarch, roman iz provincijskog života, (Middlemarch, 1871-72.; preveli Otilija Šnajder-Ruškovski i Franjo Hartl, 1959.), roman
- The Legend of Jubal, (1874.)
- Daniel Deronda, (1876.), roman

## Vanjske poveznice

### Sestrinski projekti
|  | Wikicitati imaju zbirke citata o temi George Eliot |

### Mrežna sjedišta
- LZMK / Proleksis enciklopedija: Eliot, George
- BBC / History: George Eliot (1819-1880) (engl.)
- Victorian Web: authors: George Eliot (engl.)